# Kudász Gábor Arion
Kudász Gábor Arion (Budapest, 1978. január 31. –) Balogh Rudolf-díjas, Capa-nagydíjas magyar fotográfus, egyetemi docens. 

## Életpályája
Szülei, Kudász Emese festőművész és Szkok Iván festő- és szobrászművész. Fényképezéssel a Városmajori Gimnázium rajz tagozatán kezdett foglalkozni. Az Amerikai Egyesült Államokban Youth for Understanding ösztöndíjasként tanult 1995-ben. 1997-ben a Pázmány Péter Katolikus Egyetem hallgatója volt angol-kommunikáció szakon. Fotográfus diplomáját a Magyar Iparművészeti Egyetem Vizuális kommunikáció szakán szerezte 2003-ban. Számos önálló és csoportos kiállításon szerepelt, fotóalbumai és művészkönyvei jelentek meg. HUMAN – Ember lépték – téglától a technikai kor horizontjáig című disszertációjával Kopek Gábor tanítványaként Multimédia-művészet területen doktorált a Moholy-Nagy Művészeti Egyetemen 2016-ban. 2003 óta megszakítás nélkül oktat, 2013-ban vette át a MOME Fotográfia mesterképzés vezetését.
Családjával Budapesten él, felesége Tóth Boglárka, három gyermekük van.

## Díjai, elismerései
- Munkásságát 2010-ben Márciusi Ifjak díjjal,[6]
- 2013-ban Balogh Rudolf-díjjal,[7]
- 2015-ben Robert Capa Fotográfiai nagydíjjal ismerték el.[8][9]
- 2021 Kone Foundation Saari Artist-residence
- 2019-2021 MMA-MMKI ösztöndíj[10]
- 2016 Conscientious Portfolio Competition díjazottja
- 2015 Le Bal Award, coup du coeur
- 2015 Leopold Bloom Art Award, döntős
- 2015 Robert Capa ösztöndíj[11]
- 2012 Rado Star Prize, döntős
- 2012 Photobook Slam Berlin díjazottja
- 2011 Pécsi József Fotóművészeti ösztöndíj
- 2010 Plat(t)form, Fotomuseum Winterthur
- 2008 Transylvania Photography Awards
- 2007 Pécsi József Fotóművészeti ösztöndíj
- 2007–2010 MOME doktori ösztöndíj
- 2006 Sittcomm Award döntös
- 2005 Magyar SajtóFotó pályázat
- 2005 Pro Cultura Urbis, Budapest Fotóművészeti ösztöndíj
- 2005 Epson Art Photo Award
- 2004 Pécsi József Fotóművészeti ösztöndíj
- 2002 ARC plakátkiállítás
- 2001 Hewlett-Packard Invision International Digital Photo Competition